# Gravlax
El gravlax o grav(ad)laks és un plat nòrdic format per salmó que curat amb sal, sucre i anet. El gravlax se sol servir com a aperitiu, tallat en llesques fines i acompanyat de hovmästarsås (literalment "salsa de maitre d'hôtel", també coneguda a Suècia com gravlaxsås, a Noruega com sennepssaus, literalment "salsa de mostassa", i a Dinamarca com a rævesovs, literalment "salsa de guineu"), una salsa d'anet i mostassa, ja sigui sobre pa o amb patates bullides.
La paraula gravlax prové de la paraula escandinava gräva/grave ("cavar"; sentit modern "curar peix"), que es remunta al protogermànic *grabą, *grabō ("forat al terra; rasa; tomba") i l'arrel indoeuropea *ghrebh- "cavar, ratllar, raspar", i lax/laks, "salmó".
Durant l'edat mitjana, el gravlax el fabricaven pescadors, que salaven el salmó i el fermentaven lleugerament enterrant-lo a la sorra per sobre de la línia de marea alta. En l'actualitat, la fermentació ja no s'utilitza en el procés de producció. En lloc d'això, el salmó "s'enterra" en una marinada seca de sal, sucre i anet, i es cura entre dotze hores i pocs dies. A mesura que el salmó es cura, per l'acció de l'osmosi, la humitat converteix la cura seca en una salmorra molt concentrada, que es pot utilitzar a la cuina escandinava com a part d'una salsa. Aquest mateix mètode de curació es pot utilitzar per a qualsevol peix blau, però el salmó és el més utilitzat.